# Calliandra chulumania
Calliandra chulumania är en ärtväxtart som beskrevs av Rupert Charles Barneby. Calliandra chulumania ingår i släktet Calliandra och familjen ärtväxter. Inga underarter finns listade i Catalogue of Life.